# Mureș (län)
Mureș är ett län (județ) i norra Rumänien med 593 959 invånare (2018). Det har 5 municipii, 7 städer och 91 kommuner.

## Municipii
- Târgu Mureș
- Sighișoara
- Reghin
- Târnăveni

## Städer
- Iernut
- Luduș
- Sovata
- Miercurea Nirajului
- Sărmașu
- Sângeorgiu de Pădure
- Ungheni

## Kommuner
- Acățari
- Adămuș
- Albești
- Aluniș
- Apold
- Ațintiș
- Bahnea
- Band
- Batoș
- Băgaciu
- Băla
- Bălăușeri
- Beica de Jos
- Bichiș
- Bogata
- Brâncovenești
- Breaza
- Ceuașu de Câmpie
- Chețani
- Chiheru de Jos
- Coroisânmărtin
- Cozma
- Crăciunești
- Cucerdea
- Cuci
- Daneș
- Deda
- Eremitu
- Ernei
- Fântânele
- Fărăgău
- Gălești
- Gănești
- Gheorghe Doja
- Ghindari
- Goldeni
- Gornești
- Grebenișu de Câmpie
- Gurghiu
- Hodac
- Hodoșa
- Ibănești
- Iclănzel
- Ideciu de Jos
- Livezeni
- Lunca
- Lunca Bradului
- Măgherani
- Mica
- Miheșu de Câmpie
- Nadeș
- Neaua
- Ogra
- Papiu Ilarian
- Pănet
- Păsăreni
- Petelea
- Pogăceaua
- Râciu
- Răstolița
- Rușii-Munți
- Sâncraiu de Mureș
- Sângeorgiu de Mureș
- Sânger
- Sânpaul
- Sânpetru de Câmpie
- Sântana de Mureș
- Saschiz
- Solovăstru
- Stânceni
- Suplac
- Suseni
- Șăulia
- Șincai
- Tăureni
- Valea Largă
- Vânători
- Vărgata
- Vătava
- Vețca
- Viișoara
- Voivodeni
- Zagăr
- Zau de Câmpie